# John Rzeznik
John Rzeznik (Buffalo, 5 december 1965) is de zanger en gitarist van de Amerikaanse rockband Goo Goo Dolls. Hij richtte de band samen met Robby Takac op in 1986. De naam Rzeznik is Pools en betekent "slager".

## Biografie
John Rzeznik werd op 5 december 1965 geboren als de jongste van de vijf kinderen van Joseph en Edith Rzeznik. Vader Joseph werkte voor de post, zijn moeder Edith was lerares. Zijn beide ouders speelden muziek. Rzeznik werd zeer katholiek opgevoed in een gezin uit de werkende klasse van Buffalo. Zijn vader stierf op de leeftijd van 50 aan de gevolgen van alcoholisme, John was toen 14 jaar. Een jaar later stierf ook zijn moeder, aan een hartinfarct. Hij werd verder opgevoed door zijn vier oudere zussen - Phyllis, Fran, Glad en Kate. Het was in deze periode dat Rzeznik begon met gitaar te spelen. In 1986, terwijl hij voor loodgieter studeerde aan de McKinley Vocational High School, richtte hij samen met Robby Takac, die hij kende via zijn neef die samen met John in de band 'The Beaumonts' speelde, de band 'Sex Maggots' op. Een jaar later werd de naam veranderd in Goo Goo Dolls.
De Goo Goo Dolls vonden snel onderdak bij een klein label, Mercenary Records. Onder dit label maakte de band hun eerste album., dat de aandacht vestigde bij grotere labels. Metal Blade Records bracht hun volgende albums uit. In 1990 ontmoet hij zijn toekomstige vrouw, Laurie Farinacci, een model. Hij trouwt met haar in 1993. Ondanks dat de band dikwijls te horen was op de radio, kwam pas in 1995 de doorbraak met het nummer Name van het album A Boy Named Goo. Na een ruzie met Metal Blade stapte de band over naar Warner Bros. Records. Tijdens de periode met moeilijkheden met het label had Rzeznik tijdelijk last van een schrijversblok. In 1997 kreeg hij de kans om de soundtrack voor City Of Angels te schrijven. Rzeznik hapte toe en schreef het nummer Iris. Deze song is nog steeds het bekendste lied van de band. Goo Goo Dolls bracht het album Dizzy Up The Girl uit, die naast "Iris" nog vier Amerikaanse top 10-singles bevatte.
In 2002 scheidde Rzeznik van zijn vrouw. Deze moeilijke periode beïnvloedde zijn teksten voor de bands nieuwe cd Gutterflower. Deze cd werd opnieuw een succes, maar niet zo groot als de voorbije twee. Na dit album schreef hij de "Always Know Where You Are" en "I'm Still Here" voor de Disneyfilm Piratenplaneet.
Rzeznik schreef teksten voor verschillende artiesten, zoals Andy Stochansky en Ryan Cabrera.
Op 19 mei 2008 werd hij opgenomen in de Songwriters Hall of Fame en kreeg hij de Hal David Starlight award.